# Pholidoscelis
Genre
Pholidoscelis est un genre de sauriens de la famille des Teiidae.

## Répartition
Les 20 espèces de ce genre sont endémiques des Antilles.

## Liste des espèces
Selon The Reptile Database (27 septembre 2017) :
- Pholidoscelis atrata (Garman, 1887)
- Pholidoscelis auberi Cocteau, 1838
- Pholidoscelis chrysolaema Cope, 1868
- Pholidoscelis cineracea Barbour & Noble, 1915
- Pholidoscelis corax Censky & Paulson, 1992
- Pholidoscelis corvina Cope, 1861
- Pholidoscelis dorsalis Gray, 1838
- Pholidoscelis erythrocephala (Shaw, 1802)
- Pholidoscelis exsul Cope, 1862
- Pholidoscelis fuscata Garman, 1887
- Pholidoscelis griswoldi Barbour, 1916
- Pholidoscelis lineolata Duméril & Bibron, 1839
- Pholidoscelis major Duméril & Bibron, 1839
- Pholidoscelis maynardi Garman, 1888
- Pholidoscelis plei Duméril & Bibron, 1839
- Pholidoscelis pluvianotata Garman, 1887
- Pholidoscelis polops Cope, 1862
- Pholidoscelis taeniura Cope, 1862
- Pholidoscelis umbratilis Schwartz & Klinikowski, 1966
- Pholidoscelis wetmorei Stejneger, 1913

## Publication originale
- Fitzinger, 1843 : Systema Reptilium, fasciculus primus, Amblyglossae. Braumüller et Seidel, Wien, p. 1-106 (texte intégral).